# Преображенська вулиця (Херсон)
Преображенська вулиця — вулиця, розташована в Центральному та Корабельному районах Херсона. З'єднує проспект Незалежності з Ковальською вулицею.
Довжина вулиці становить 1 км. 240 м.

## Історія
Сформувалася наприкінці XVIII — першій половині XIX ст. під назвою «Преображенська». Вулиця показана на проекті передмістя 1785 року. Назва Преображенська вперше зустрічається на плані 1855 року та походить від Преображенської церкви (1806 р.), що знаходиться в центрі вулиці.
У 1925 році вулицю Преображенську було перейменована на вул. Декабристів, на честь 100-річчя з дня повстання на Сенатській площі у Петербурзі. За деякими даними, у 1823—1825 рр. в Херсоні бували декабристи Волконський С. Г., Наришкин М. М., Пестель П. І., Товкачьов А. С.
Історичну назву повернуто в 2016 році.

## Будівлі

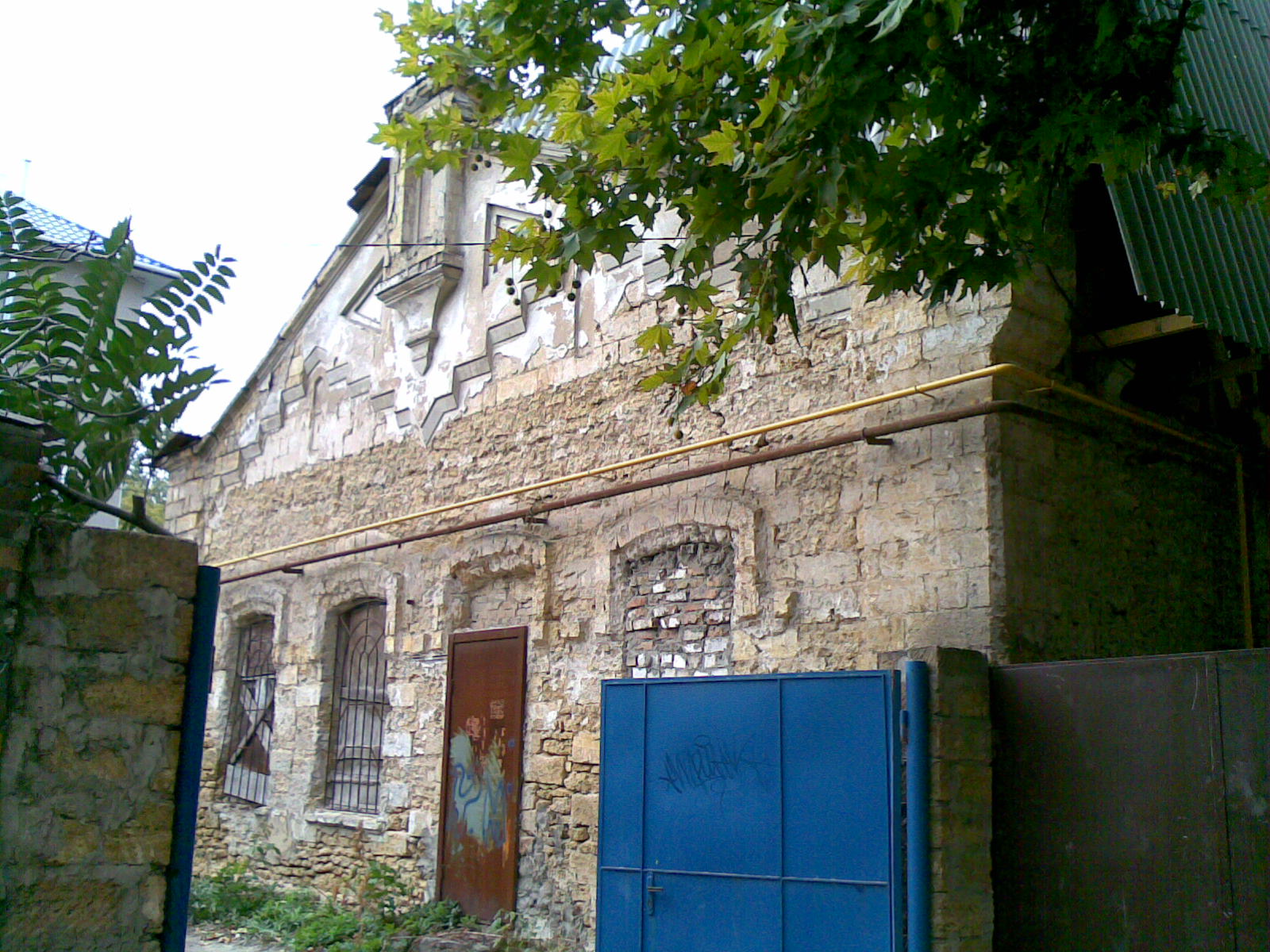
Колишня синагога Шрейбера

Перший будинок на вул. Преображенській відмічений меморіальною дошкою, яка повідомляє про те, що у 1934—1940 рр. тут жив журналіст, кореспондент газети «Наддніпрянська правда» Смільовський М. В. У роки Другої світової війни він очолив розвідувально-диверсійний загін «Журналіст», що діяв проти гітлерівців в Донецькій та Запорізькій областях, на лівобережжі Херсонщини та в Молдові, де він загинув, виконуючи бойове завдання в 1944 р.
У буд. № 5, в якому з 1917 по 1922 рр. жив уродженець Херсона, згодом народний художник СРСР, дійсний член Академії мистецтв СРСР Шовкуненко О. О. У теперішній час за цією адресою розташований магазин «Учбова книга». За цією ж адресою (буд. 5, кв.2) у 1945—1962 рр. мешкав народний артист України Шевченко Володимир Павлович (1935—1994), актор Дніпровського національного театру ім. Т.Шевченка 1962—1994 рр.

Херсонське училище культури, 2011 р.

На розі вулиці Преображенської та пров. Спартаківського розташована будівля, яку з 1865 по січень 1920 року займала Херсонська уїзна земська управа, а згодом — машинобудівний технікум. У теперішній час в цій будівлі розташоване Херсонське училище культури (буд. № 20).
Житловий будинок № 23 — побудовн у 1850 році та перебудований у 1892 році як Синагога Шрейбера

Колишня тютюнова фабрика Лермана (будівля з білим фасадом), 2011 р.

Нових будівель на вул. Преображенській небагато. У одному з них (буд. № 26) в 1985 р. розташувалося обласне управління «Сільгоспхімія». У наш час за цією адресою знаходиться редакція газети «Новий день».
Іншу будівлю (буд. № 28) з 1961 р. займало управління будівництва зрошувальних систем Півдня України («Укрводбуд»). Неподалік від нових будівля початку ХХ ст. (буд. № 30), де колись розміщувалася тютюнова фабрика Лермана.
Далі вул. Преображенська перетинає колишню Привозну площу, незначна частина якої збереглася. Тут до 1917 р. розміщувався Привозний ринок, на якому на початку 60-х років XIX ст. недовго знаходився попередник майбутнього водопроводу, описаний місцевим істориком того часу Чирком А. П.:
|  | "...споруджена башта з різними прибудовами. Тут влаштований... колодязь з доброю прісною водою; водопідіймальна в 8 сил машина піднімає вгору воду і забезпечує нею місто, для чого в декількох місцях... влаштовані кам'яні басейни, в які стікає вода за допомогою водопровідних гутаперчевих труб, що йдуть від загального резервуару (баштового колодязя); вода при вході в басейни утворює фонтани" |

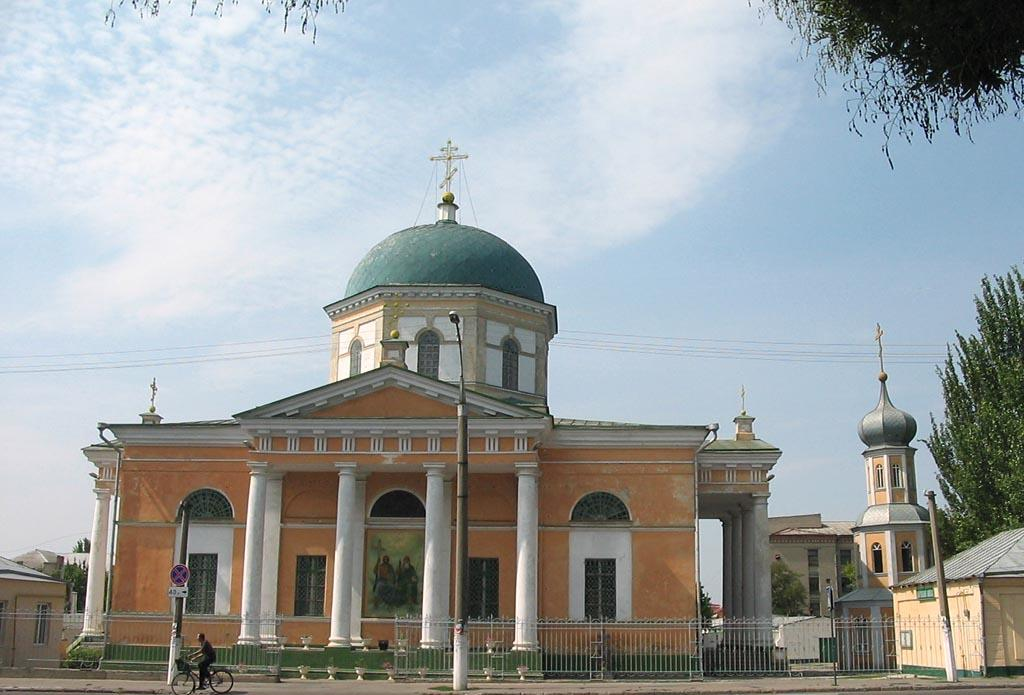
Кафедральний Святодухівський собор

На частині колишньої Привозної площі, що збереглася, знаходиться пам'ятка архітектури — Святодухівський собор, побудований в 1836 р. в стилі класицизму з чотирьохколонними портиками доричного ордеру на усіх фасадах. У теперішній час це Святодухівський кафедральний собор (буд. № 36).
На розі вул. Преображенської та вул. Торгової, у будинку № 45, розташоване відділення Українського Професійного Банку (УПБ).
На місці колишньої Привозної площі розташована швейна фабрика ЗАТ «Красень» (буд. № 49).